# Карфаген должен быть разрушен

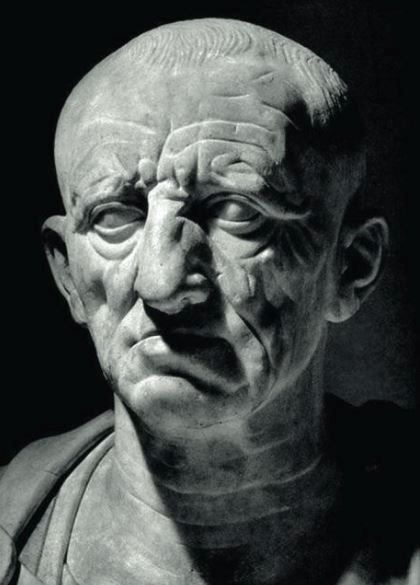
Бюст римлянина из Отриколи, который исследователи традиционно отождествляют с Катоном Старшим. 80-е годы до н. э., Рим, музей Торлониа

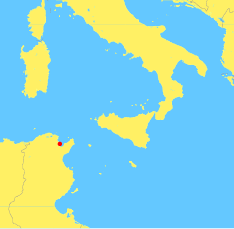
Место расположения Карфагена в Северной Африке.

«Карфаген должен быть разрушен» (краткая форма — лат. Carthago delenda est, полное выражение — лат. Ceterum censeo Carthaginem delendam esse) — латинское крылатое выражение, означающее настойчивый призыв к борьбе с врагом или препятствием. В более широком смысле — постоянное возвращение к одному и тому же вопросу, независимо от общей тематики обсуждения.
Катон Цензор после поездки в Карфаген в конце 150-х годов (по разным сведениям, состоявшейся в 153 или 152 году до н. э.) заканчивал этим высказыванием все свои речи.

## Источник фразы
В работе «Жизнь Катона Старшего» древнегреческого биографа Плутарха упоминается, что римский полководец и государственный деятель Марк Порций Катон Старший, непримиримый враг Карфагена, заканчивал все свои речи (вне зависимости от их тематики) в сенате фразой: «Кроме того, я думаю, что Карфаген должен быть разрушен» (лат. Ceterum censeo Carthaginem esse delendam). Различные формы фразы также встречаются в некоторых других древних источниках.

## Историческая подоплёка

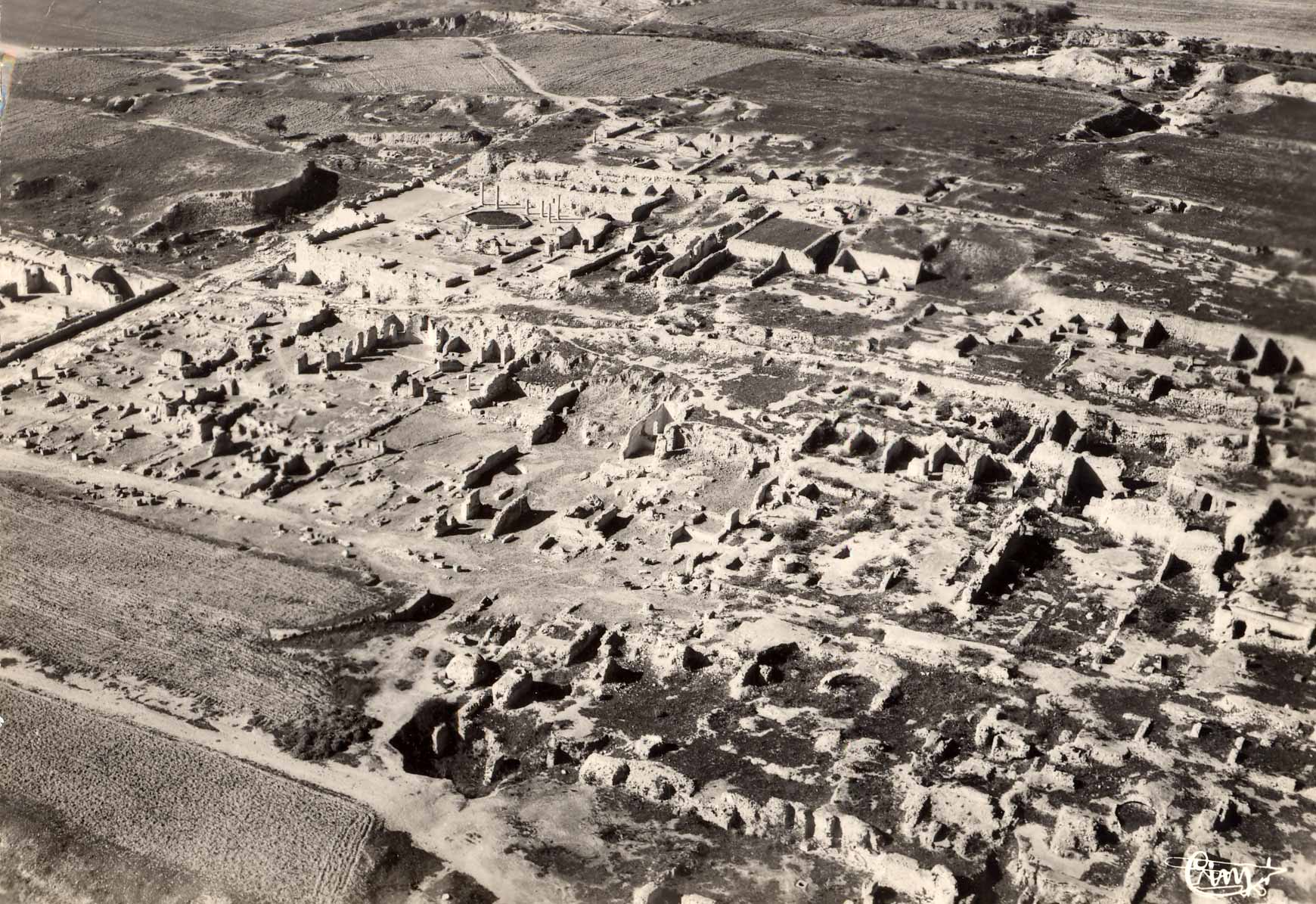
Руины Карфагена, 1950

Несмотря на успех первой и второй пунических войн, в которых Рим боролся с финикийским городом-государством Карфагеном за господство в Средиземном море, римляне потерпели ряд унизительных поражений от Карфагена и боялись его возрождения, что привело к желанию полной победы и отмщения всех потерь. Кроме того, Рим весьма тревожило то, что Карфаген быстро восстанавливался и по-прежнему создавал сильную конкуренцию римской торговле. Это обстоятельство и привело к появлению настойчиво повторяемого клича Carthago delenda est.
В конечном итоге, в результате Третьей Пунической войны полумиллионный город Карфаген был полностью уничтожен, а оставшиеся в живых жители проданы в рабство. Согласно более поздней легенде, то место, где располагался город, было засыпано солью. Легенда появилась вследствие ошибки, сделанной Бертрандом Холлвардом в первом издании Кембриджской истории древнего мира. В последующем, впрочем, римляне вновь заселили Карфаген, который стал главным городом римской Африки и одним из крупнейших городов Римской империи вплоть до арабского завоевания. В настоящее время место, где располагался древний Карфаген, входит в пригород города Тунис.

## Грамматическая форма
Грамматически фраза выражает настойчивую необходимость совершения действия (то есть разрушения Карфагена) с оттенком долженствования, поскольку используется герундив — глагол «разрушать» в форме герундива (delenda) в сочетании с глаголом «быть» (sum, fui, esse) в форме настоящего времени.
В «Словаре иностранных слов» под редакцией И. В. Лёхина и профессора Ф. Н. Петрова русский вариант перевода выглядел следующим образом: «Кроме того, я думаю, что Карфаген необходимо разрушить».

## Использование в Новое время
В 1896 году лондонская газета Saturday Review опубликовала статью, в которой утверждалась необходимость войны с Германией, поскольку «Germania est delenda ("Germany must be destroyed")».
Диктор прогерманской радиостанции Радио Париж Жан Эрольд-Паки (Jean Hérold-Paquis) в Вишистской Франции (1940—1944) заканчивал свои ежедневные редакционные выпуски: «et l'Angleterre, comme Carthage, sera détruite !».
В марте 2024 года президент Латвии Эдгар Ринкевич опубликовал твит, заканчивавшийся фразой «Russia delenda est!».